# Операція Ґарібальді
34°28′47″ пд. ш. 58°36′10″ зх. д. / 34.4798° пд. ш. 58.6029° зх. д.

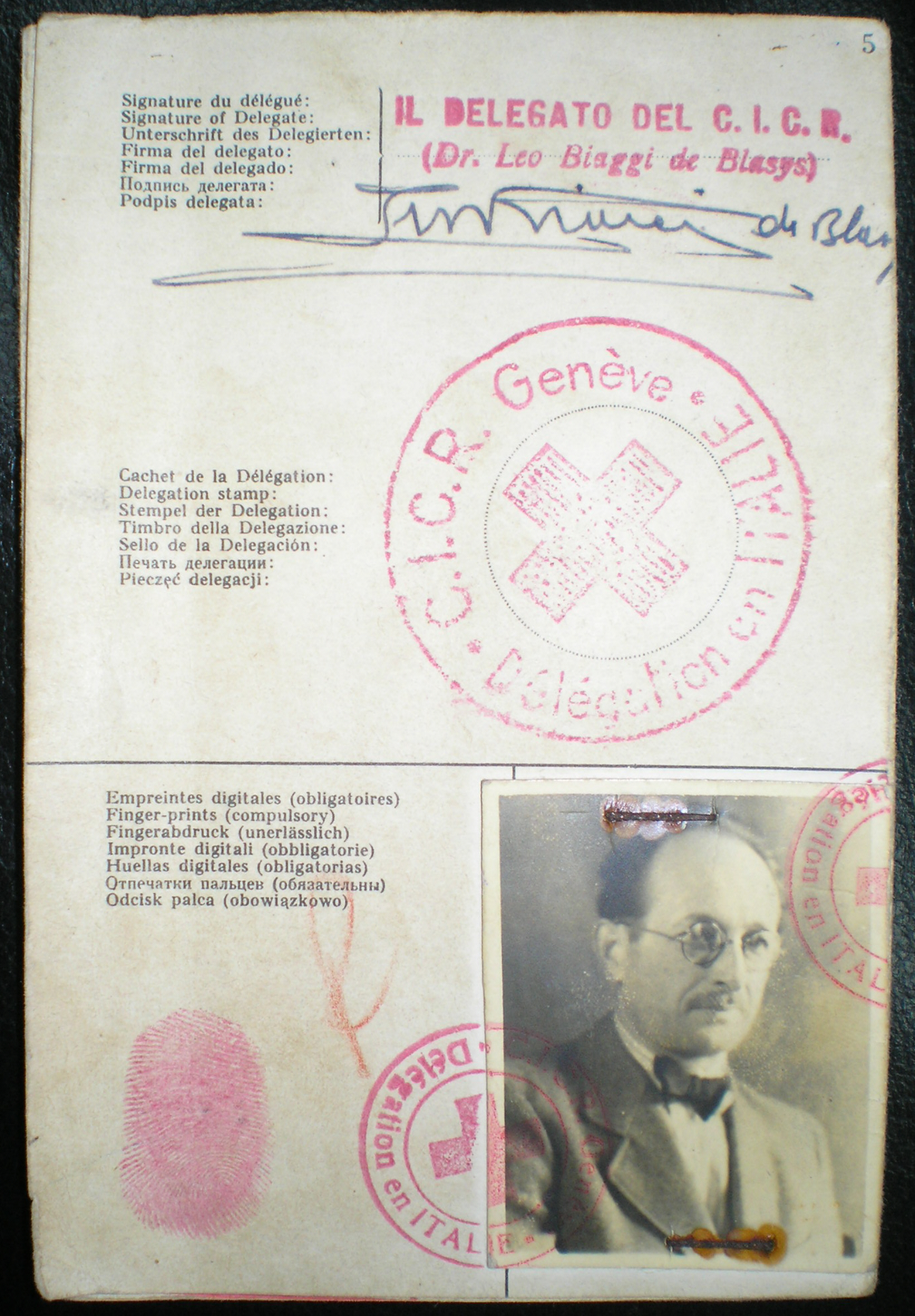
Свідоцтво Червоного Хреста, що мав Адольф Айхман, видане на підробне ім'я Рікардо Клемента, з яким Айхман зміг емігрувати до Аргентини.

Викрадення Айхмана також називається в деяких ЗМІ «Операція Ґарібальді» — операція ізраїльської спецслужби Моссад, проведена в Аргентині в травні 1960 року, яка полягала у викраденні та подальшій передачі втікача до Ізраїлю. Нацистського злочинця Адольфа Айхмана впізнав 1957 року німецький єврейський іммігрант Лотар Герман, який втік з концентраційного табору Дахау, а також його донька Сільвія Герман, але Ізраїль відклав операцію до 1960 року.

## Ідентифікація

### Лотар і Сільвія Герман
1950 року, за 5 років після втечі, Отто Адольф Айхман отримав у Генуї (Італія) фальшивий паспорт, виданий Червоним Хрестом, з підтвердженням Католицької церкви на ім'я Рікардо Клемента, в цьому йому допоміг єпископ Алоїс Гудал і францисканський папа Едуард Дьомтер під прикриттям Ватикану. З Генуї він поїхав до Буенос-Айресу, куди прибув 14 липня 1950 року.
У Аргентині він спочатку жив у пансіонаті, згодом отримав будинок в районі Олівос, провінція Буенос-Айрес. Айхман працював на різних посадах, наприклад, на газовій фабриці Orbis і автомобільному заводі Mercedes-Benz.
1952 року Айхман перевіз всю сім'ю до Аргентини: дружину Вероніку та синів Клауса (1936 р.н.), Горста (1940 р.н.) та Дітера (1942 р.н.) 1955 року у нього народився четвертий син, Рікардо. Два старших сини вступили до націонал-соціалістичного фронту Аргентини, нацистську організацію, яка провела кілька пограбувань і нападів на синагоги. 1960 року Клаус одружився з молодою аргентинкою. Сім'я Айхманів під прізвищем Клемент спочатку жила в Тукумані, а потім у Буенос-Айресі, оселившись у районі Olivos, а з 1958-го року — в Сан-Фернандо.
Багато даних про викриття й пошуки Айхмана було приховано протягом десятиліть, особливу роль у пошуках зіграв Лотар Герман і його донька-підліток Сильвія Герман. Лотар був німецьким євреєм, членом Комуністичної партії Німеччини (УПС), який після катувань нацистами втратив здоров'я й врешті зміг втекти з концтабора Дахау до Аргентини. З його одинадцяти братів, сестер та батьків змогли врятуватись лише четверо: інших було знищено. Після переїзду до Аргентини 1940 року Герман продовжує боротьбу з нацизмом і після війни долучається до полювання за нацистами, влившись у німецьку громаду Аргентини й приховуючи своє єврейське походження. 1941 року в Росаріо у Германа народилась донька Сільвія.
1945 року Герман оселився в Олівосі, передмісті Буенос-Айресу, де жило багато німців. Між 1953 і 1955 роками його донька Сильвія, що мала 12-14 років, познайомилась з одним із синів Айхмана (більшість джерел вказують, що це був найстарший з них — Клаус), який також жив у Олівосі з родиною. Підлітки потоваришували й листувались, коли 1955 року Герман переїхав до Коронеля Суареса за 500 км від Буенос-Айреса. Під час листування син Айхмана повідомив Сильвії, що його батько був членом СС і що його прізвище було Айхман. Незважаючи на юний вік, Лотар Герман доручив своїй доньці зайти до будинки Айхмана, щоб перевірити, чи це дійсно він. Сильвія виконала завдання, передавши цю інформацію батькові, який впевнився таким чином, що це дійсно Айхман, один з головних нацистських злочинців, якого розшукували на міжнародному рівні.
1957 року Лотар Герман надіслав листа Фріцу Бауеру, одному з прокурорів на судових процесах Освенцима. Він надіслав дані про життя Айхмана в Буенос-Айресі та його адресу.
Бауер зберіг інформацію, побоюючись, що німецька влада дізнається про цього листа, і повідомив про це Ізраїльській владі у Кельні, яка, своєю чергою, передала його ізраїльській розвідці (Моссад). 1958 року Моссад відправив дві секретні місії до Аргентини, щоб перевірити правдивість даних, але обидві звітували про те, що Лотар Герман помилився і що район, де начебто жив Айхман (який вже переїхав до Сан-Фернандо), був занадто «бідним» для того, щоб там жив нацистський високопосадовець.

Після кількох років бездіяльності з боку Ізраїлю Лотар Герман і Бауер почали хвилюватися. Всього вони написали 26 листів, закликаючи уряд Ізраїлю вирішити заарештувати Айхмана, в тому врешті в березні 1960 року вони звинуватили уряд: 
Obviamente ustedes no tienen ningún interés en detener a Eichmann.— Lothar Hermann
 Того ж року Ізраїль організував викрадення Айхмана, жодним чином не потурбувавшись про безпеку Лотара й Сильвії Герман. Щоб захистити доньку, Лотар відіслав її жити до США. Самого Лотара затримала аргентинська поліція за звинуваченням у тому, що сам він був Йозефом Менгеле, і його катували протягом п'ятнадцяти днів. Ізраїль заплатив Лотарові за те, щоб той підписав документ, де йшлося, що ні він, ні його донька не мають жодного відношення до пошуків Айхмана. Багато років по тому, коли Лотар і Сільвія Герман вже померли, Ізраїль і уряд Коронель Суаресу визнали вирішальну й героїчну роль у пошуках Айхмана, яку зіграли батько й донька.

### Версія Тувії Фрідмана

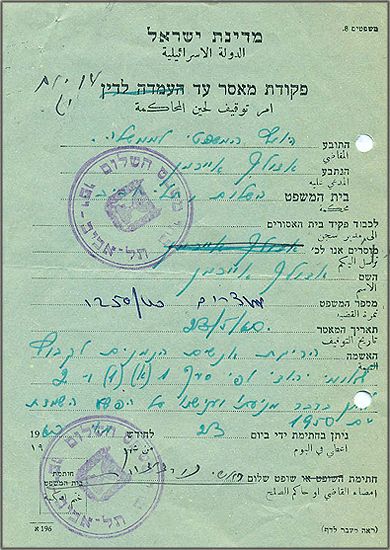
Перше розпорядження про ув'язнення Адольфа Айхмана, видане магістратом Тель-Авіву 23 травня 1960 року

За іншою версією, на слід Айхмана вийшов колишній в'язень нацистського концтабору, співробітник інституту Яд Вашем (до липня 1957) Тувія Фрідман. 1957 року Фрідман створив в Хайфі незалежний «Інститут документації та розслідування злочинів нацистів» і домігся від президента Всесвітнього єврейського конгресу Нахума Голдмана виділення премії $10 тис. за інформацію про місцезнаходження Айхмана.
Першу спробу знайти Айхмана Фрідман зробив наприкінці 1945 року разом з Ашер Бен-Натаном, який представляв в Австрії секретну єврейську організацію Моссад ле-Алія Бет. Після допиту заарештованого штурмбанфюрера СС Дітера Вісліцені, друга і помічника Айхмана, вдалося знайти водія і коханку Айхмана. Засідка на квартирі коханки не принесла результатів. Однак саме у неї вдалося отримати першу фотографію Айхмана.
У кінці серпня 1959 року Фрідману прийшов лист від директора Федерального центру розслідувань злочинів нацистів в Людвігсбурзі (Німеччина) Ервіна Шуле про те, що Айхман ховається в Кувейті.
Фрідман звернувся до знайомого журналіста з газети «Маарів» Моше Майзельса з пропозицією опублікувати цю інформацію. За словами Фрідмана, вони вирішили зробити це напередодні Судного дня, тобто 11 жовтня 1959, «щоб викликати докори сумління у членів уряду і нагадати їм про наш обов'язок перед загиблими».
Тема виявилася затребуваною, і статтю передрукували або послалися на неї багато видань у всьому світі. 12 жовтня 1959 року відомості з ізраїльського видання передрукувала німецькомовна газета «Аргентінішес Таґеблатт», яка виходила в Буенос-Айресі. 18 жовтня 1959 року Лотар Герман відправив Тувії Фрідману лист з інформацією, що Айхман не в Кувейті, а в Аргентині.
Ізраїльський історик і журналіст Шимон Бріман пише, що Фрідман обмінявся з Германом ще трьома листами, після чого в грудні 1959 року зв'язав його зі співробітниками «Моссаду».
При тому, що більшість джерел не згадує Тувію Фрідмана, його ім'я є в опублікованому в Ізраїлі офіційному списку учасників упіймання Айхмана. Слід відзначити, що в тому ж списку знаходиться ім'я Симона Візенталя, хоча його роль в затриманні Айхмана залишається незрозумілою й заперечується як Харелем, так і Фрідманом.

## Операція розвідки
Керівником операції Гарібальді був агент Іссер Харель, один з перших керівників ізраїльської розвідслужби Моссад. Харель 1975 року написав книгу «Будинок на вулиці Ґарібальді», де розповів, як була проведена операція за адресою, де в останні роки жив Адольф Айхман. У книзі пропускаються багато важливих даних, які призвели до ідентифікації Айхмана, головним чином ігноровано роль Лотара й Сильвії Герман.
1960 року уряд Ізраїлю вирішив провести повторну перевірку даних, які надіслали Лотар Герман і Франц Бауер.
Вони не знали, де живе, але знали, де працював Ніколас Айхман. Надіславши посилку за робочою адресою, Моссад впевнився, що її отримав саме Ніколас, далі агенти починають слідкувати за будинком, де жив Айхман, його дружина й син. Агенти побачили, що молодий чоловік прямував до скромного будинку, розташованого на вулиці Ґарібальді. Працівник спецслужби, замаскувавшись під представника великої фабрики, що хоче почати роботу в Аргентині, йде до муніципалітету Сан-Фернандо і запитує звіт про всі будинки в цьому районі. В списку агенти знаходять Віру Лібль де Фіхман. Вони припустили, що місцеві службовці плутають літери Е та Ф. Однак у електричному лічильнику орендованого будинку поблизу вулиці Гарібальді, агенти знаходять записані імена: Франсіско Шмідт і Рікардо Клемент.
Друга місія, здійснена 1959 року шпигуном Цві Агароні, була вдалою. Агент зробив фото будинку, надіславши їх до Ізраїлю для експертизи. Експерти знайшли багато збігів між Рікардо Клементом і офіцером СС, не побачивши, що Франсіско Шмідт був Адольфом Айхманом.
У березні 1960 року ізраїльські агенти дізнались дату святкування ювілею весілля між Вірою Лібл Айхман і Адольфом Айхманом (двадцять п'ять років шлюбу). Прибувши додому підозрюваного, шпигуни перевірили, що відбувалось в його будинку. Вони побачили вечірку і людей, одягнутих у розкішний одяг, та вишукану вечерю. Підозри збіглися з секретним файлом Айхмана, який мав на той час Моссад, агенти дійшли висновку, що це та людина, яку вони шукали по всій планеті.
Отримавши звіт, прем'єр-міністр Ізраїлю Давид Бен Гуріон створив комітет з надзвичайних ситуацій, що складається з вищого уряду та представників Моссаду. Бен Гуріон спитав тоді у Іссера Харела, як той вчинив би на його місці.

## Причина операції: підстави для незаконного рішення
Після поразки Німеччини в Другій світовій війні багато нацистських лідерів тікали з країни в пошуках притулку. Адольф Айхман був одним з тих, кому вдалося втекти до Аргентини під іншим іменем. Моссад дізнається про це, тоді наприкінці 50-х років в Аргентині відбувається політична і соціальна дискусія щодо того, чому Аргентина не видає нацистського військового злочинця, вважаючи, що місцевий уряд має свої плани щодо цих злочинців.

## Проведення операції
Ізраїльські шпигуни спостерігали за Айхманом майже два тижні. Знаючи, що вони не можуть попросити його офіційної екстрадиції, адже це дозволить йому втекти, група продовжувала протягом декількох днів слідкувати за втікачем, визначивши, що він жив у передмісті Буенос-Айреса Сан-Фернандо, у скромному будинку на вулиці Ґарібальді, звідси й пішла назва операції. Команда орендувала кілька об'єктів: один для утримання Айхмана в полоні, інший на випадок, якщо щось піде не за планом в столиці й щоб не викликати підозри, а інший будинок — ближче до аеропорту, щоб замаскувати Айхмана, а потім вивезти його з країни.
Операція мала такі важливі моменти: 1 травня 1960 року ізраїльська шпигунська група Моссаду прибула до Буенос-Айресу під керівництвом Рафаеля Ейтана і Пітера Малкіна. Цього ж дня до країни під іншим ім'ям приїхав керівник операції й голова секретної служби Моссад — Іссер Харель.
Ізраїльські агенти шпигували за Айхманом з орендованої машини, припаркованої біля його будинку. Вони постійно міняли авто, щоб не викликати підозри. За кілька днів вони вивчили розпорядок дня підозрюваного. Айхман працював електриком на автозаводі Mercedes Benz, з роботи повертався завжди в один і той же час. Харель вирішує, що Малкін першим зустрінеться з нацистським злочинцем. Щоб уникнути ризику, з ним були ще двоє агентів на випадок, якщо Айхман вчинив би опір чи втік. Агенти запаркували поруч орендоване авто, щоб перевезти Айхмана до тимчасового житла. Ще два автомобілі було розташовано на Трасі 202, агенти в них мали робити вигляд, що авто зламались і не можуть їхати, тож запарковані поблизу дороги.

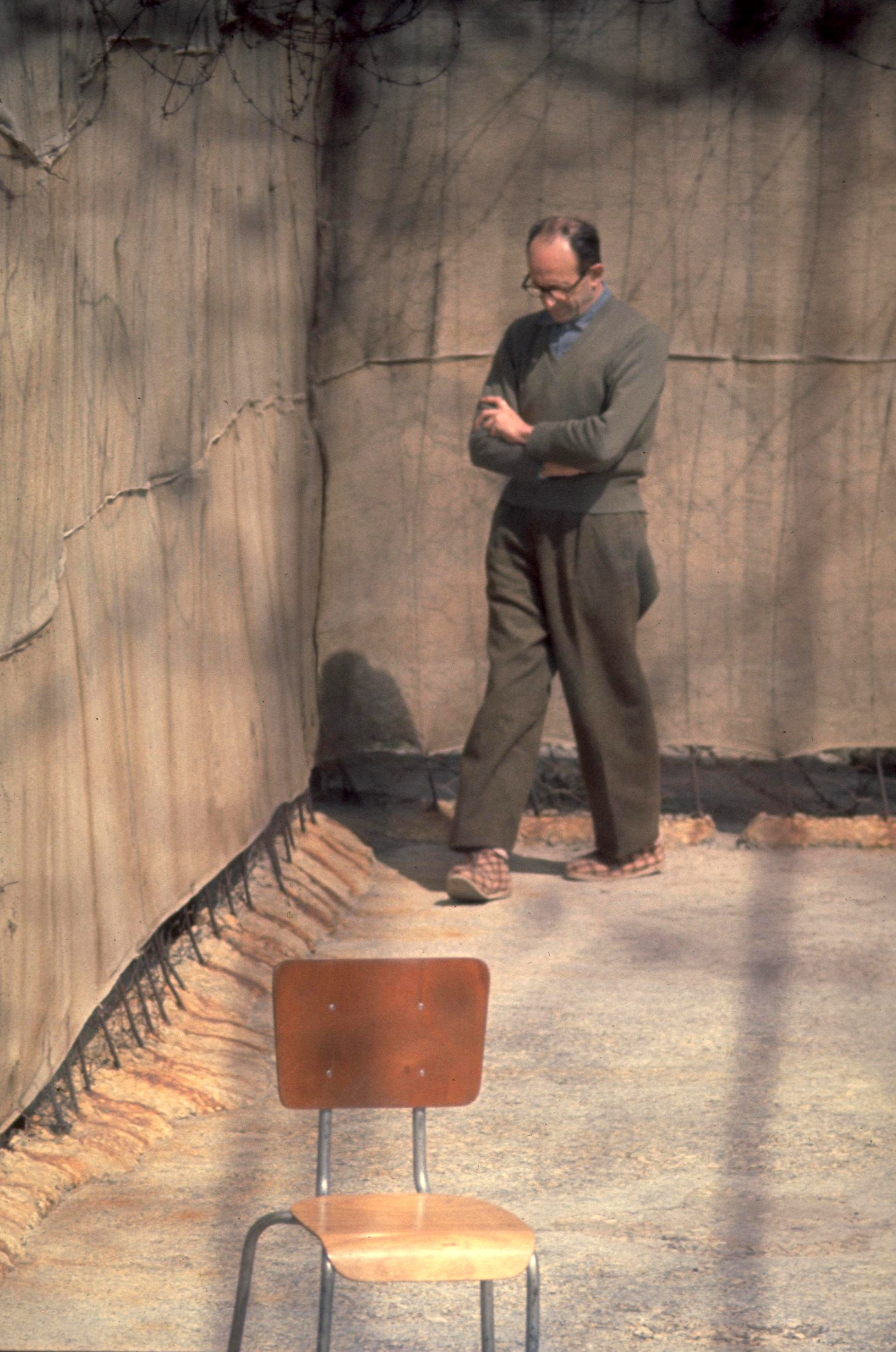
Айхманн у в'язниці Аялон (1961)

О 18:00 в середу, 11 травня 1960 року закінчився черговий робочий день на заводі Mercedes Benz, де працював Рікардо Клемент (Адольф Айхман). Втомлений Адольф дорогою додому дрімає в громадському транспорті, що не дає йому звернути увагу на пасажирів навколо себе. Серед них був один з агентів розвідки, який також їхав столичним автобусним маршрутом № 203 і слідкував за Айхманом аж до 20:00. Агентам, що чекали на Айхмана із «поламаними» авто, випадково завадив велосипедист, який зупинився, щоб запропонувати допомогу (він вважав, що вони потрапили в біду), але агенти категорично відмовились. Рікардо Клемент в цей час вийшов з автобуса маршруту № 202 у Сан-Фернандо. Агенти Моссада побачили, що той тримає руку в кишені, що можливо означало наявність у нього зброї. До Айхмана підійшов агент, сказавши йому єдину фразу, що знав іспанською: «Один момент, пане, я можу попросити вас про дещо?». Айхман підійшов до автомобіля. Спочатку Малкін одягав гумові рукавички, щоб уникнути фізичного контакту з ціллю, через огиду, яку той у нього викликав. Малкін накинувся на Айхмана за допомогою інших агентів. Той крикнув, але двигун автомобіля приглушував крики. Після цього вони посадили його в один з автомобілів, а потім передали до орендованого дому, де його допитували протягом дев'яти днів. На допиті агенти впевнитись, що ця особа дійсно була Адольфом Айхманом. Його запитали про підробні імена та місця проживання, його номер в СС. Після цього слідчі ізраїльської розвідки дійшли висновку, що точно був Адольф. В будинку, де тримали Айхмана встановили жорсткі правила: агенти могли виходити виключно вночі, щоб не викликати підозри, і тільки тоді, коли на вулиці було темно.

## Положення Айхмана
Під час полону тільки одна людина в команді мала право говорити з Айхманом, агент Ганс. Проте Петро Малкін, порушивши протокол (ув'язнений запитав, чи це він кинувся на нього), довго спілкувався з нацистським начальником. Під час розмови Малкін запитав його, де раніше працював Адольф, і чи мав він підозри щодо стеження. Айхман відповів, що підозри з'явились, коли він почув від сусідів про американську фабрику, що встановлювала обладнання поруч з його домом (що ймовірно було агентурною роботою). На питання Малкіна, чому він не втік, той відповів, що йому набридло тікати, змінюючи ім'я й шукаючи роботу. Він вважав за краще здаватися.
Окрім «Рікардо Клемента», ув'язнений зізнався, що використовував і інші імена: Отто Кіссінджер, Адольф Барт, Отто Екманн. На запитання агентів, чому американці не захопили його, він відповів, що їх цікавлять члени гестапо, а не СС.
Айхман не хотів їхати до Єрусалиму. Він запитав, чому не поїхати до Франкфурта-на-Майні або Мюнхена, але врешті підписав заяву, що він добровільно їде з Аргентини. Він написав заяву про те, що йому не подобається постійно тікати, і що Ізраїль виграв у «грі».

## Перевезення Айхмана
Фінальна частина операції стосувалася перевезення Айхмана до Ізраїлю. Іссеру Харелю довелося вирішити, як перевезти його з Буенос-Айреса до Тель-Авіва. Спочатку планувалося перевезти його на кораблі з охоронцями і лікарем на борту. Але ця поїздка була б дуже довгою й небезпечною. Він вирішив імітувати випробування рейсу «нової ізраїльської авіалінії», яка з нетерпінням хотіла випробувати переліт порожнім літаком з Ізраїлю в Буенос-Айрес і назад. Ці плани було озвучено напередодні 25 травня, напередодні святкування 150-річчя травневої революції. Моссаду пощастило, адже серед запрошених до Аргентини делегацій була ізраїльська, і її представники прилетіли літаком авіаліній Ель-Аль, що вперше сів у міжнародному аеропорту Есейза в Буенос-Айресі. Ізраїльська розвідка вирішила вивезти Айхмана цим рейсом. Айхмана переодягнули під п'яного охоронця, його супроводжував агент. Тоді ж було проведено операцію «ДТП». Один з агентів прийшов до аргентинської лікарні, імітуючи поранення. Після огляду «поранений» постійно просив його відправити його до Ізраїлю. 20 травня вранці його відпустили. Документ агента мав вклеєну фотографію Адольфа Айхмана.
20 травня 1960 року Малкін замаскував Айхмана під охоронця, ввівши йому транквілізатори, щоб він заснув і не заважав операції. У Міжнародному аеропорту Езейза за вказівкою Іссера Хареля Айхман проходить всі митні контролі разом з лікарем, а агенти робили вигляд, що їм треба стежити за станом пораненого охоронця. Айхман заходить до літака й летить до Ізраїлю. Мало хто знав про цю операцію, але багато людей відмічали дивні події під час перебування ізраїльської делегації в Аргентині.

## Рейс Ель-Аль до Тель-Авіва
Під час польоту пасажирів попередили про присутність секретного пасажира, і що під час польоту його ім'я буде розкрито. Один з агентів розвідки запитав Хареля, чи дійсно той хоче розкрити Адольфа. Харель вважав, що краще почекати, поки літак покине територію Аргентини, переконавши агента, що скаже ім'я пасажира. Далі Харель сказав: «Пасажир, який подорожує з нами, — це Адольф Айхман». Ці аспекти операції Харель також описав у книзі «Будинок вулиці Ґарібальді».
Група, яка проводила викрадення, летіла першим класом. Нікому не дозволялося говорити з ув'язненим або підходити до нього. Тільки керівник спецслужби Харель та лікар мали право бути поруч. Адольф Айхман коли прокинувся, запитав, чи мав літак, який транспортував його до Тель-Авіва чотири двигуни. Він також запитав, чи хорошими були льотчики в кабіні пілотів. Він привітав агентів з успішною операцією. Адольф з'їв свою кошерну їжу з великим апетитом.
Учасники операції іноді називали її «Операція Менгеле», плануючи також знайти «нацистського доктора» Йозефа Менґеле, обвинуваченого в серйозних злочинах проти людяності, порушенні присяги Гіппократа та медичних експериментах над ув'язненими концтабору Аушвіц. Агенти шукали його на півночі агломерації Буенос-Айреса. Один з агентів розвідки грав роль племінника Менґеле, використовуючи його справжнє ім'я. Це стеження ні до чого не привело. Іссер Харель зупинив пошуки Менгеле і дав наказ вирішити питання Айхмана, щоб уникнути загрози зриву основної операції.

## Прибуття Айхмана до Ізраїлю
Адольф Айхман прибував до Тель-Авіва. Літак дозаправлявся в Західній Африці, в Дакарі. Після посадки в Ізраїлі Іссер Харель подзвонив прем'єр-міністру Давиду Бен-Гуріону, щоб повідомити про приїзд. Глава Моссаду просить аудієнції з прем'єр-міністром, адже має важливу тему для розмови. Потім Харель розсміявся і сказав, що приїхав із Адольфом Айхманом. Бен-Гуріон вимагав, щоб принаймні дві людини, які знали Айхмана, впізнали його в ув'язненому. Після впізнання Бен-Гуріон звертається до парламенту й офіційно заявляє, що Служба безпеки змогла знайти, викрасти й привезти Айхмана і що він знаходиться під юрисдикцією Ізраїлю. Коли нацистського злочинця вивели з літака, його охороняли два охоронці, які постраждали під час холокосту, але Іссер Харель сказав їм, що це «небезпечний шпигун».

## Цікаві деталі та перешкоди
Іссер Харель у своїй книзі розкриває деякі деталі та перешкоди, які вони повинні були подолати при виконанні операції: у першу чергу, було дуже складно орендувати житло, де вони планували тримати ув'язненого. Агенти хотіли, щоб це був будинок з високим парканом. Вони знайшли такий будинок, недалеко від зупинки маршруту № 202. Агенти також мали знайти, як імітувати життя сімейної пари, щоб до жителів будинку не було підозр.
Також власник дому не хотів залишати його без контролю, він лишався в домі працювати сторожем і садівником. Харель постійно ставив йому якісь незвичні прохання, щоб той їздив до Буенос-Айресу і лишав будинок без уваги.
Агенти не могли купувати автомобілі, щоб не розкривати свої імена. Тому було вирішено брати їх в оренду. За кожен автомобіль вони віддавали порівняно великі суми грошей.
Після арешту Петер Малкін сказав, що замість злочинця і чудовиська він побачив звичайну людину, яка ходила на роботу, доглядала сім'ю й любила дітей. Викрадений спитав, хто піклуватиметься про його сім'ю, якщо його заберуть з Аргентини. Агенти у відповідь спитали його, чи ставив він собі те саме запитання, коли посилав людей вмирати до газових камер.
Агенти під час операції втомилися фізично і психологічно. Вони купали й одягали людину, яка катувала, вбивала й знищувала інших людей. Багато з родичів учасників операції членів були безпосередніми жертвами холокосту. Багато з них втратили батьків, бабусь, дідусів, дядьків, племінників, двоюрідних братів, братів і близьких друзів. Саме тому операція поставила моральну дилему.
Слід зазначити, що один із учасників операції потрапив в автомобільну аварію. Щоб уникнути втручання поліції, агенту довелося самостійно сплатити велику суму грошей іншій стороні.
Крім того, під час пошуків Айхмана, агенти припустилися двох помилок. По-перше, нацисти, які втекли до Аргентини, мали значні фінанси, тож ніхто не міг повірити, що Адольф може жити в домі без електропостачання, води, газу і знаходитись в жалюгідних умовах. Вони не розуміли, як людина, яка стала підполковником у гітлерівській Німеччині, вставала на світанку й їхала на роботу, а поверталась пізно вночі автобусом. З іншого боку, агенти переоцінили потенціал аргентинської поліції. Вони припустили, що після зникнення електрика Рікардо Клемента, на трасах будуть оглядати автомобілі, що порти та аеропорти буде закрито. Але з 11 по 20 травня, коли Айхмана тримали в полоні, великі аргентинські газети не писали нічого про це. Дружина Айхмана, яка зберегла своє ім'я, вступила в фіктивний шлюб і розповідала дітям, що їхній біологічний батько помер під час Другої світової війни, вона ніколи не повідомляла про зникнення, щоб не видати себе.

## Суд
Айхман після приїзду до Ізраїлю і тривалого судового розгляду зізнався в злочинах проти людства і був визнаний винним. Було опитано тисячі свідків.

## Суперечки Аргентини та Ізраїлю
Дізнавшись про операцію президент Аргентини Артуро Фрондісі почав вимагати Ізраїль дати пояснення, погрожуючи розірванням дипломатичних відносин. Аргентина офіційно звинуватила Ізраїль у використанні нацистських методів для здійснення своєї діяльності.
Ця підпільна операція породила велику дискусію в Аргентині та великий протест уряду Артуро Фрондісі проти Ізраїлю, що серйозно поставило під загрозу дипломатичні відносини між обома країнами. Викрадення інтерпретувалося як грубе порушення аргентинського суверенітету, і саме тому Ізраїль з самого початку заперечував всю відповідальність. Офіційне пояснення уряду Ізраїлю полягало в тому, що викрадення здійснювали «єврейські добровольці, деякі з них ізраїльтяни».
Тільки 2005 року Ізраїль офіційно визнав, що операція проводилася за ініціативою уряду та агентів її спецслужб.
23 червня 1960 року Рада Безпеки ООН прийняла резолюцію 138, в якій вимагала від Ізраїлю належного відшкодування відповідно до Статуту Організації Об'єднаних Націй та норм міжнародного права. Ізраїль заявив, що це питання виходить за рамки компетенції Ради і що замість цього вона повинна вирішуватися шляхом прямих двосторонніх переговорів.

## Смертна кара
Після довгого процесу в Єрусалимі, Айхмана було страчено через повішення вранці 31 травня 1962 року. В останньому листі, який можна побачити в біографії Адольфа Айхмана, він подякував за довге життя в Аргентині та Австрії та Німеччині, заявивши, що він був щасливий в цих країнах. Після виконання вироку виконавці вирішують спалити тіло, щоб не залишити слідів і викинути попіл в Середземне море, поза територіальними водами Ізраїлю.

## Відмова Ізраїлю
Це викрадення і таємниця навколо операції призвели до появи численних книг, фільмів і телевізійних розслідувань.
Найважливішою книгою, яка була написана про операцію Гарібальді, була La Casa de la Calle Garibaldi, в якій головний учасник операції Ісер Харель розповідає історію й викладає спогади розвідника, він пишається успішною операцією. Ця книга має історичну помилку щодо Аргентини. Іссер Харель згадує про 150-річчя незалежності Аргентини, але насправді мова йде про травневу революцію.
Будинок на вулиці Ґарібальді було знесено родичами Айхмана 2001 року, донині це пустир, розташований в одному з найбільш непрезентабельних районів Сан-Фернандо.

## Учасники
- Іссер Харель: голова Моссада, відповідальний за операцію.
- Рафаель Ейтан: керівник операційного підрозділу, їхав у першому авто за Айхманом.
- Пітер Малкін: першим побачив Айхмана.
- Амос Манор: директор Шабака. Він був одним з тих, хто вирішив почати пошук Айхмана і планував операцію.
- Авраам Шалом: співак, їхав у другому автомобілі за Айхманом.
- Якоб Кру: заступник директора Моссаду. Перший, хто повідомив уряд про захоплення Адольфа.
- Зві Агароні: співак, знайшов місце, де Айхман жив у Буенос-Айресі.
- Емануель Талмор: він прибув на літаку Ель-Аль, який забрав Айхмана, був одним з тих, хто накачав його наркотиками.
- Яакоб Мейдад: людина, відповідальна за логістику захоплення. Орендував будинки і автомобілі. За 9 днів, коли Айхман був у полоні, готував їжу та ліки групі агентів.
- Юдіт Насяху: член Моссаду, жила у будинку, де Айхман був у полоні, імітуючи шлюб з іншим викрадачем.
- Авраам Калер: допоміг знайти Айхмана в Аргентині.
- Джордж Моран Діурно: агент, що грав роль сусіда.
- Саймон Візенталь: мисливець за нацистами. Допоміг в захопленні Айхмана.
- Тувія Фрідман: аналогічно Візенталю.